# (96) Aegle
(96) Aegle ist ein Asteroid des äußeren Hauptgürtels, der am 17. Februar 1868 vom französischen Astronomen Jérôme-Eugène Coggia am Observatoire de Marseille entdeckt wurde. Es war seine erste von insgesamt fünf Asteroidenentdeckungen.
Der Asteroid wurde benannt nach Aigle, einer der Hesperiden der griechischen Mythologie.

## Wissenschaftliche Auswertung
Aus Ergebnissen der IRAS Minor Planet Survey (IMPS) wurden 1992 Angaben zu Durchmesser und Albedo für zahlreiche Asteroiden abgeleitet, darunter auch (96) Aegle, für die damals Werte von 170,0 km bzw. 0,05 erhalten wurden. Bei hochaufgelösten Aufnahmen mit dem Adaptive Optics (AO)-System am Teleskop II des Keck-Observatoriums auf Hawaiʻi im Infraroten am 25. Oktober 2004 wurde der mittlere Durchmesser zu 156 km bestimmt und das Achsenverhältnis der elliptischen Gestalt bestimmt. Eine Auswertung von Beobachtungen durch das Projekt NEOWISE im nahen Infrarot führte 2012 zu vorläufigen Werten für den Durchmesser und die Albedo im sichtbaren Bereich von 177,8 km bzw. 0,05.
Photometrische Beobachtungen von (96) Aegle fanden erstmals statt vom 13. bis 17. März 1980 am Table Mountain Observatory in Kalifornien. Aus den Messwerten konnte für die Rotationsperiode nur ein sehr grober Wert von etwa 10 Stunden abgeschätzt werden. Eine weitere Beobachtung am 25. Januar 1996 am Observatorium der United States Air Force Academy in Colorado ließ aus den über einen Zeitraum von 3 ½ Stunden aufgezeichneten Daten keinen Trend erkennen, während aus Messungen vom 11. bis 16. Mai 1996 an der Außenstation Fracastoro des Osservatorio Astrofisico di Catania in Italien eine Rotationsperiode von 10,470 h abgeleitet wurde, wobei aber andere Werte als möglich erschienen. Bei Beobachtungen vom 14. Februar bis 29. März 2001 am Foggy Bottom Observatory der Colgate University in New York wurde aus der gemessenen Lichtkurve ein Wert von 26,53 h bestimmt, aber auch hier wurden andere Perioden als möglich angesehen.
Mit umfangreichen Beobachtungen vom 26. bis 30. August 2004 am Santana Observatory in Kalifornien konnte dann aus der ungewöhnlichen Lichtkurve mit geringer Amplitude eine Rotationsperiode von 13,82 h bestimmt werden. Diese Periode konnte durch weitere Messungen vom 10. Dezember 2016 bis 31. Januar 2017 am Organ Mesa Observatory in New Mexico bestätigt werden, dort wurde für den Asteroiden eine Rotationsperiode von 13,868 h abgeleitet.
Auf der Grundlage von archivierten Lichtkurven und den Beobachtungsdaten von Weltraumteleskopen wie dem Transiting Exoplanet Survey Satellite (TESS) und Gaia konnten in einer Untersuchung von 2024 die Lage der Rotationsachse und ein genaues Gestaltmodell für (96) Aegle bestimmt werden.
Abschätzungen von Masse und Dichte für den Asteroiden (96) Aegle aufgrund von gravitativen Beeinflussungen auf Testkörper ergaben in einer Untersuchung von 2012 eine Masse von etwa 6,48·1017 kg, was mit einem angenommenen Durchmesser von etwa 168 km zu einer Dichte von 2,61 g/cm³ führte bei einer Porosität von 34 %. Diese Werte besitzen allerdings eine hohe Unsicherheit im Bereich von ±97 %.

## Aegle-Familie
(96) Aegle ist namensgebendes und größtes Mitglied einer Asteroidenfamilie mit ähnlichen Bahneigenschaften, wie eine Große Halbachse von 3,03–3,10 AE, eine Exzentrizität von 0,18–0,19 und eine Bahnneigung von 16,3°–17,0°. Taxonomisch handelt es sich um Asteroiden der Spektralklassen X, D und C, die mittlere Albedo liegt bei 0,08. Der Aegle-Familie wurden im Jahr 2019 etwa 109 Mitglieder zugerechnet. Das Alter der Familie wurde innerhalb einer Spanne von etwa 100 Mio. bis 1 Mrd. Jahren abgeschätzt.